# Theobromateae
Theobromateae, tribus sljezovki, dio potporodice Byttnerioideae. Postoji više rodova među kojima se ističe kakaovac.

## Rodovi
1. Guazuma Mill. (3 spp.)
2. Glossostemon Desf. (1 sp.)
3. Theobroma L. (21 spp.)
4. Herrania Goudot (18 spp.)